# Anamera obesa
Anamera obesa är en skalbaggsart som beskrevs av Maurice Pic 1928. Anamera obesa ingår i släktet Anamera och familjen långhorningar.
Artens utbredningsområde är:
- Laos.
- Burma.

Inga underarter finns listade i Catalogue of Life.